# Zařízení ukončující datový okruh

UZD (DCE) a KZD (DTE) při modemové komunikaci přes telefonní síť

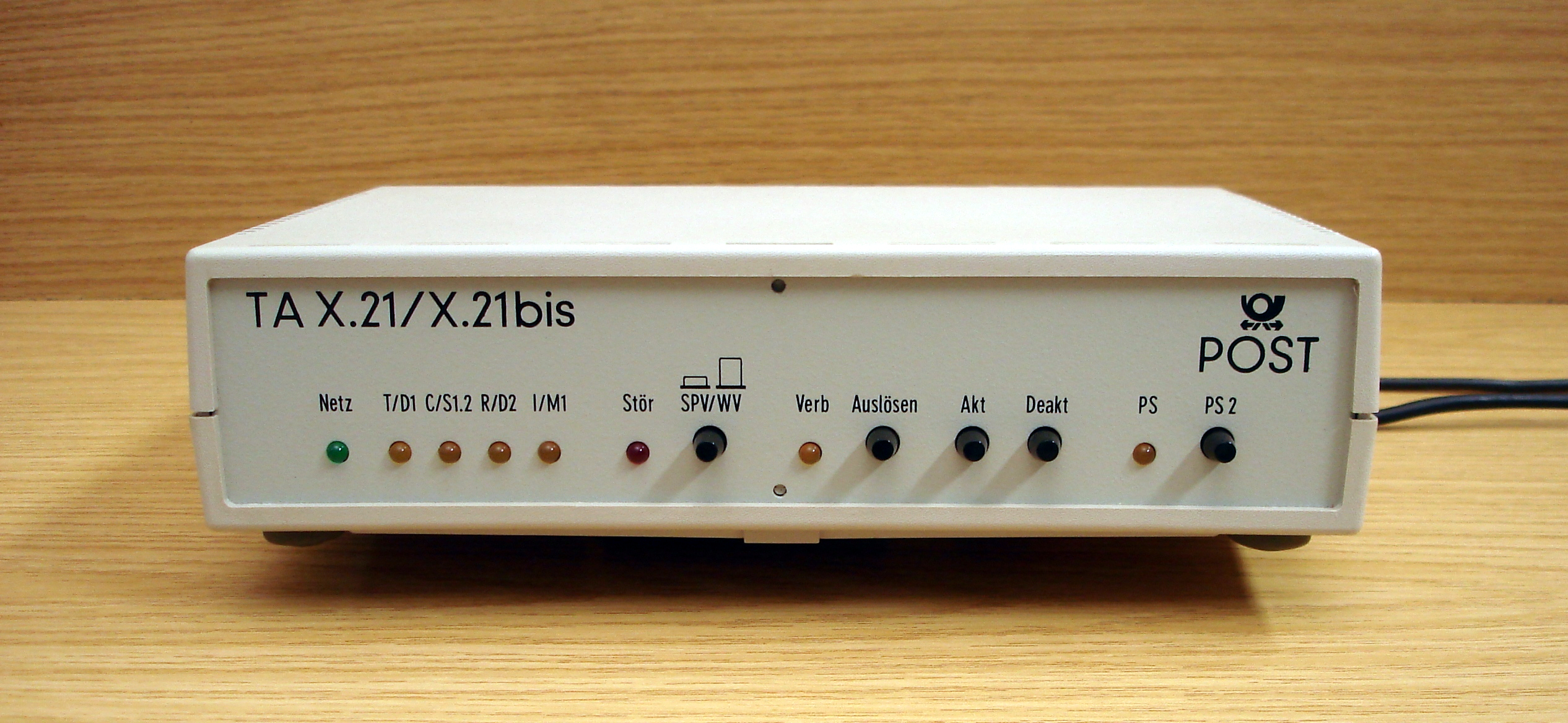
Terminálový adaptér pro X.21

Zařízení ukončující datový okruh (UZD) nebo ukončující datové zařízení (UZ) (anglicky data circuit-terminating equipment nebo data communication(s) equipment, DCE) je zařízení umístěné mezi koncovým zařízením přenosu dat (KZD) a telekomunikačním okruhem, jehož účelem je přeměnit telekomunikační okruh (určený pouze k přenosu signálu, například pro uskutečňování telefonických hovorů) na datový okruh, kterým je možné přenášet data.
UZD je obvykle modem a KZD počítač nebo terminál.
V některých případech může být UZD vestavěno do KZD (interní modem), nebo naopak může být součástí většího komunikačního zařízení.
UZD provádí v datové stanici funkce jako konverze signálu, kanálové kódování a taktování provozu na lince.
Jako rozhraní mezi UZD a KZD se tradičně používalo sériové rozhraní podle standardu RS-232 nebo V.24 a V.21, které bylo u starších osobních počítačů realizováno konektorem D-Sub s 25 nebo 9 kolíky. Pokud bylo nutné navzájem propojit dvě KZD (dva počítače bez modemu a telefonní linky) nebo dvě UZD, bylo nutné použít null modem nebo nullmodemový kabel.
V současnosti se stále častěji používají modernější počítačová rozhraní jako USB nebo Ethernet.
Mezi nejdůležitější tradiční standardy popisující rozhraní UDZ a KZD patří:
- Některé ITU-T standardy série V (především V.24 a V.35)
- Některé ITU-T standardy série X (především X.21 a X.25)
- RS-232
- Americký Federal Standard 1037C, a armádní standard MIL-STD-188